# Бірківська сільська рада (Зіньківський район)
Бірківська сільська рада — колишній орган місцевого самоврядування у Зінківському районі Полтавської області з центром у селі Бірки.

## Населені пункти
Сільраді були підпорядковані населені пункти:
- c. Бірки
- с. Троянівка
- с. Цвітове